# Гнезненско войводство
Гнезненското войводство (на полски: Województwo gnieźnieńskie, на латински: Palatinatus Gnesnensis) е административно-териториална единица в състава на Полското кралство и Жечпосполита. Административен център е град Гнезно.
Войводството е създадено през 1768 година чрез отделяне на територии от Калишкото войводство. Обхваща територии от историко-географската област Великополша. Административно е разделено на три повята – Гнезненски, Кцински и Накловски.
При първата подялба на Жечпосполита (1772) северната и североизточна част на войводството с градовете Накло и Кциня е анексирана от Кралство Прусия, а при втората подялба (1793) и останалата му територия е присъединена към пруската държава.